# Entoloma conferendum
Entoloma conferendum (Max Britzelmayr, 1882 ex Machiel Evert Noordeloos, 1980), sin. Entoloma staurosporum (Giacomo Bresadola, 1882 ex Egon Horak (1976), din încrengătura Basidiomycota,  în familia Entolomataceae și de genul Entoloma este o specie frecventă saprofită de ciuperci probabil otrăvitoare. O denumire populară nu este cunoscută. Bureții trăiesc în România, Basarabia și Bucovina de Nord în grupuri de obicei mari pe sol superficial acru, în pădurile de conifere și cele mixte precum la marginea lor, de asemenea pe pajiști, fânațe, pășuni slab fertilizate, parcuri, chiar și în turbării prin mușchi de turbă (Sphagnum). Se dezvoltă de la câmpie la munte din (mai) iunie până în noiembrie.

## Taxonomie

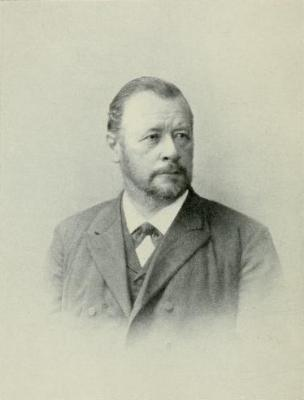
Max Britzelmayr

Numele binomial sancționat, anume Agaricus conferendus, a fost determinat de micologul bavarez Max Britzelmayr în volumul 26 al jurnalului științific Berichte des Naturhistorischen Vereins in Augsburg din 1882 și mutat la genul astăzi stabilit ca Entoloma conferendum de micologul olandez Machiel Evert Noordeloos (n. 1949), de urmărit în volumul 10 al jurnalului micologic Persoonia din 1980, fiind numele curent valabil (2021).
În același an 1882, renumitul micolog italian Giacomo Bresadola a denumit specia Nolanea staurospora, de verificat în volumul 1 al lucrării sale Fungi tridentini novi vel nondum delineati et iconibus illustrati (scrisă în limba latină) din 1882. care, în 1976, a fost redenumită drept Entoloma staurosporum de micologul austriac Egon Horak (n. 1937) în volumul 28 al jurnalului botanic Sydowia din 1980. Acest taxon mai este folosit destul de des în cărți și articole micologice. De asemenea, toate celelalte încercări de redenumire precum variațiile descrise sunt acceptate sinonim.
Epitetul este derivat din cuvântul latin (latină conferendum=colectând, comparând, aducând împreună), probabil datorită striației pălăriei.

## Descriere

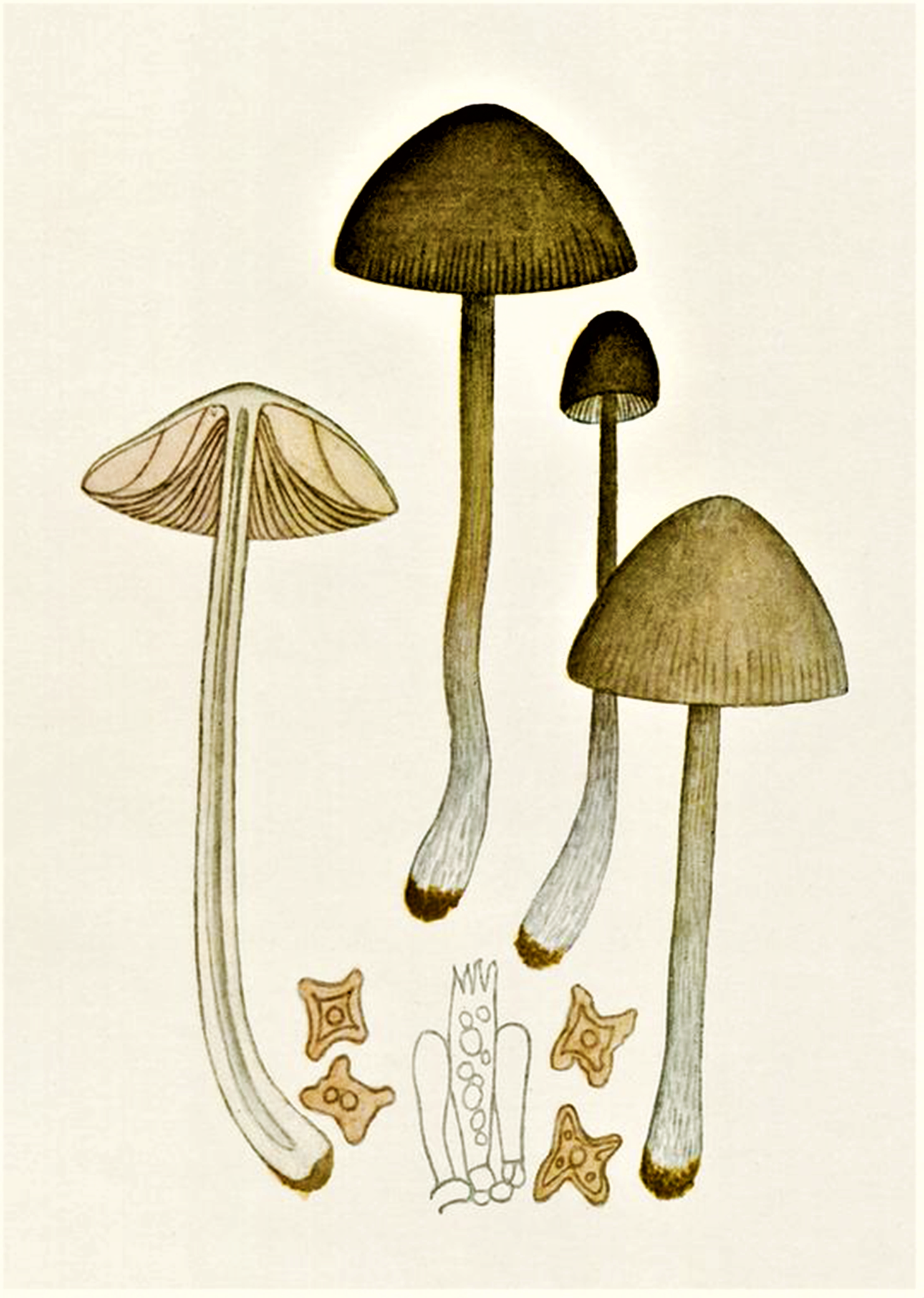
Bres.: Nolanea staurospora

- Pălăria: are un diametru de 3-5 (6) cm, este subțire, fragilă, puternic higrofană, mai întâi boltită cu marginea pentru mult timp răsfrântă în jos, apoi conic acolată și adesea cocoșată mamelonar. Cuticula netedă, la vreme frumoasă mătăsos-lucioasă, la umezeală slab unsuroasă, este radial fibroasă (asemănător ciupercilor de genul Inocybe) și striată diafan aproape până la creastă, efecte care se pierd în vârstă. Coloritul este în stadiu tânăr căprui până la sepia cu nuanțe măslinii, dar se decolorează repede în gri-brun, cocoașa rămânând mai închisă.
- Lamelele: dense și destul de groase, cu lameluțe intercalate de lungime diferită precum cu puține bifurcații, sunt ascendente, cu maturitatea bombate și strâmt aderate la picior. Coloritul este inițial albicios sau alb murdar până la crem-roz, devenind la bătrânețe roz închis până brun-roșatic, muchiile fiind mai deschise și zimțate.
- Piciorul: friabil și fibros în lungime, înalt de 4-6 (9) cm și gros de 0,3-0,5 cm este cilindric, adesea îndoit sau sucit cu caneluri verticale, spre bază uneori minimal îngroșat și alb-flocos, fiind gol pe dinăuntru. Coaja gri-crem, gri-măslinie până brună este brumată albicios-argintiu. Tija nu poartă un inel.
- Carnea:  spre interior murdar albicioasă, spre exterior gri-brună este fibroasă, dar totuși foarte fragilă și subțire (spre centru aproximativ de doar 2,5-3,5 mm grosime), având un miros făinos și un gust blând, dar neplăcut de făină râncedă.[3][4]
- Caracteristici microscopice: are spori pestriți gălbui-carneu, cu pereți subțiri, cu una până două picături mari uleioase în interior care sunt multidimensionali, preponderent simetric 4-unghiulari în formă de stea cu un diametru de 10-12 microni, uneori înnodați triangular, alteori hetero-dimetrici cu 5 (7) colțuri măsurând atunci 7,5-14 x 6,5-13 microni. Pulberea lor este de colorit brun-roșcat cu nuanțe rozalii. Basidiile cu 4 sterigme fiecare sunt clavate, cu o dimensiune de 25–35 x 10–12 microni. Cistidele (elemente sterile situate în stratul himenal sau printre celulele din pielița pălăriei și a piciorului, probabil cu rol de excreție) și Cheilocistidele (elemente sterile situate pe muchia lamelor) lipsesc. Pileocistidele (elemente sterile de pe suprafața pălăriei) au hife de 6-15 µm în lățime, fără cleme, cu o tranziție trichodermă în centru precum o pigmentație intracelulară brună prezintă elemente slab umflate de până la 20 µm spre vârf.[10][11]
- Reacții chimice: nu sunt cunoscute.[12]

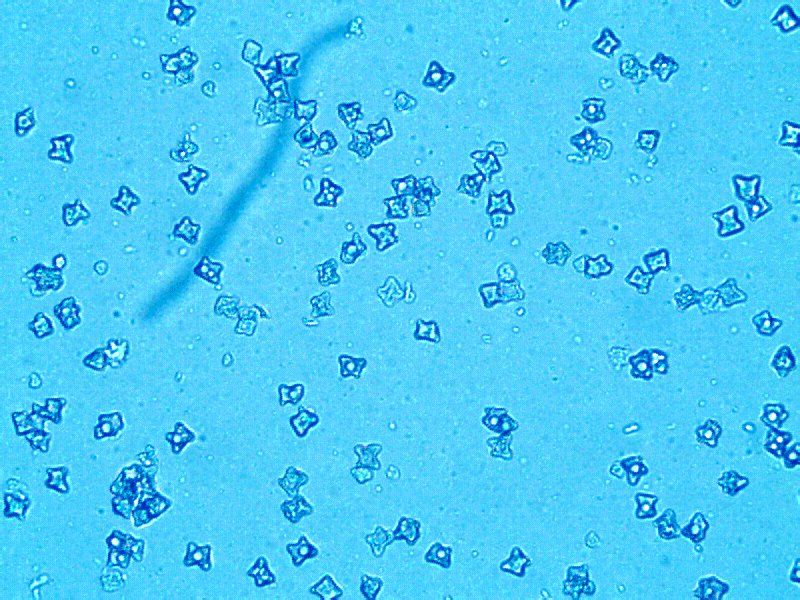
E. conferendum, spori
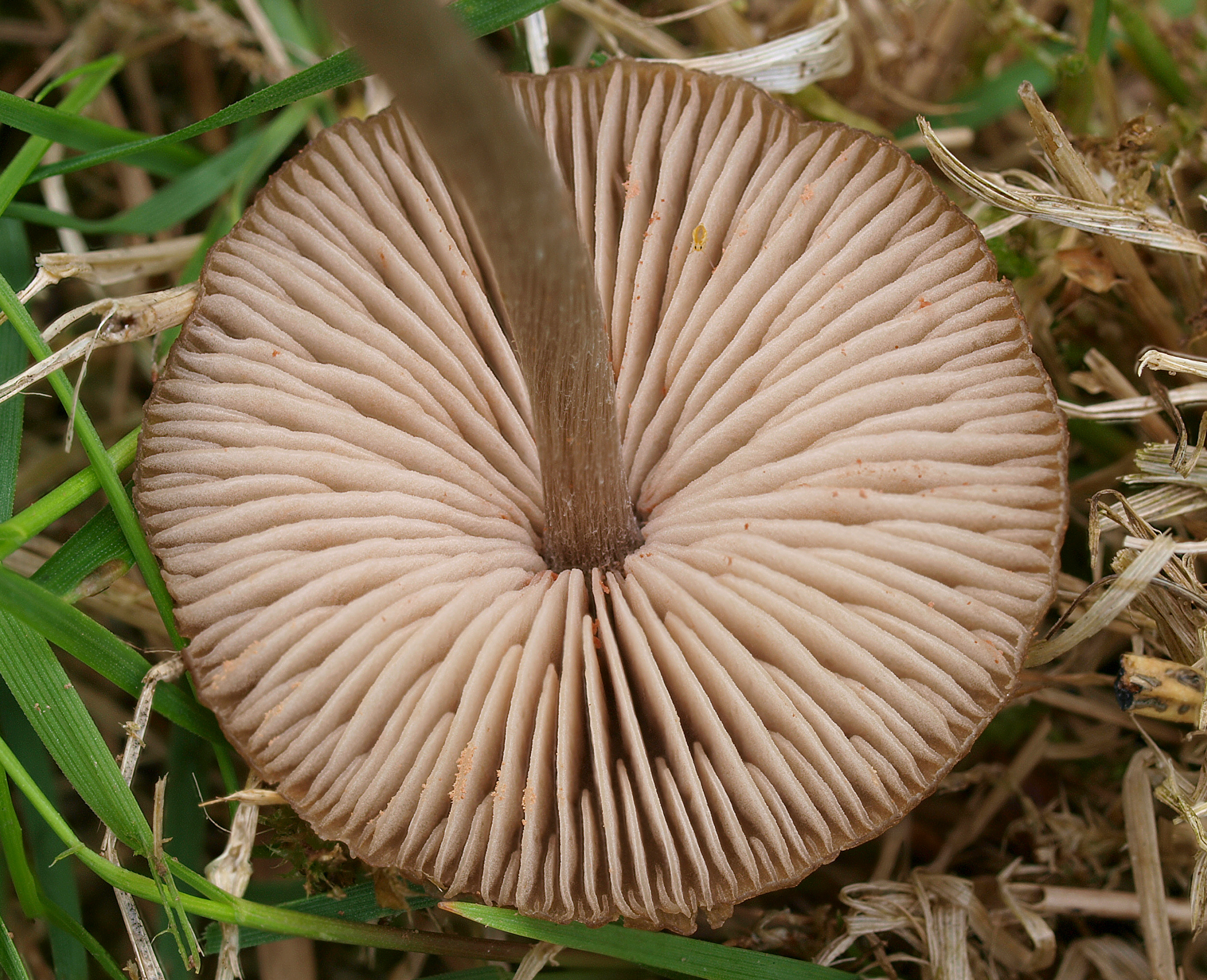
E. conferendum, lamele și picior
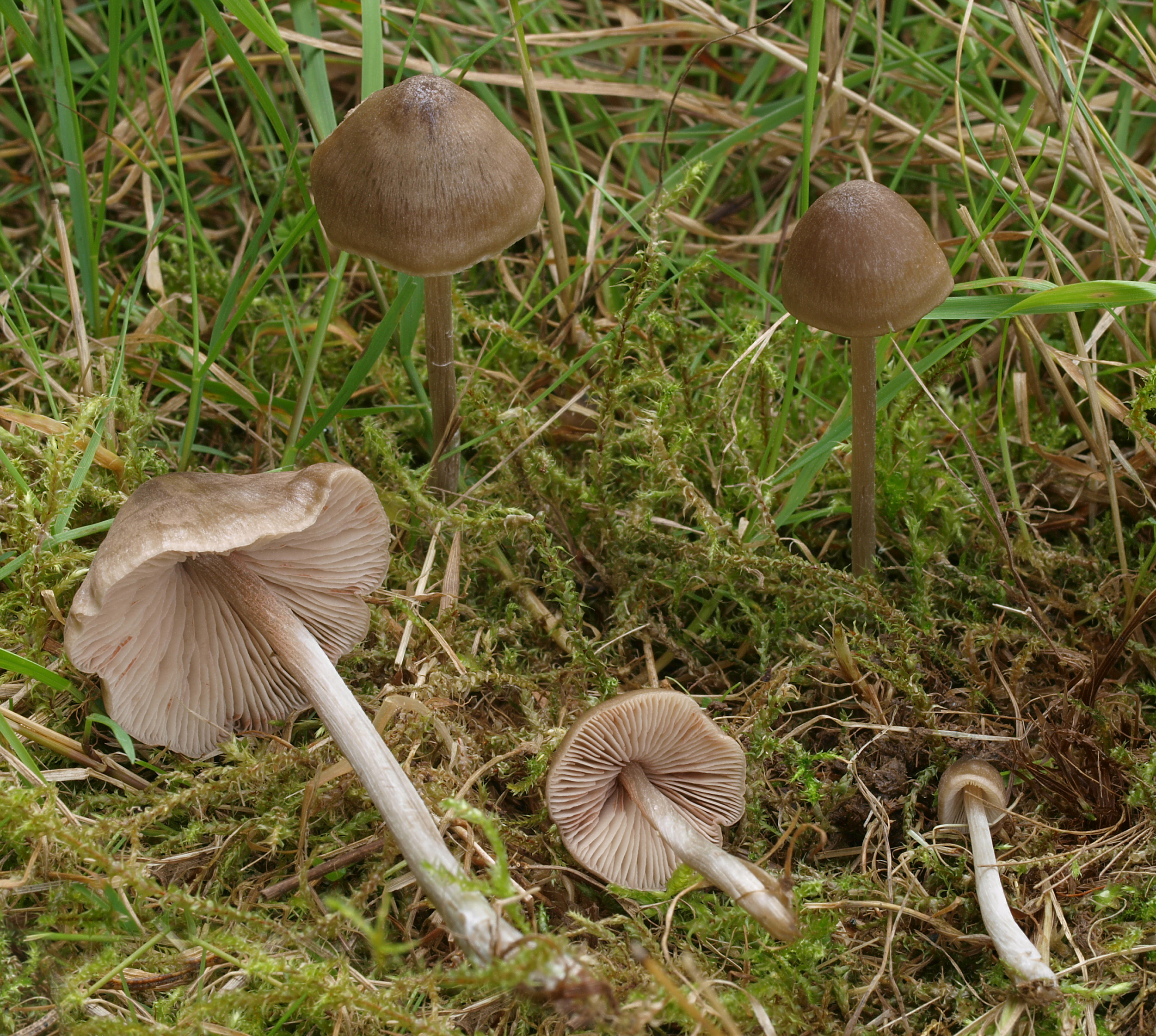
E. conferendum tinere și mai bătrâne

## Confuzii
Buretele poate fi confundat preponderent cu specii necomestibile sau toxice ale aceluiași gen, cum sunt între altele: Entoloma cetratum (otrăvitor), Entoloma dichroum (necomestibil), Entoloma griseocyaneum (necomestibil), Entoloma hebes (otrăvitor), Entoloma hirtipes (otrăvitor), Entoloma jubatum (necomestibil), Entoloma rhodopolium (otrăvitor), Entoloma sepium (comestibil, crește sub porumbar), Entoloma sericeum (otrăvitor), Entoloma sordidulum (otrăvitor) Entoloma vernum (letal, apare preponderent în primăvară). Foarte periculoasă este confuzia cu specii din genul Inocybe, toate fiind grav toxice până letale, cum ar fi: Inocybe assimilata sin. Inocybe umbrina (foarte otrăvitoare, posibil letală), Inocybe asterospora (foarte otrăvitoare, posibil letală), Inocybe cookei, Inocybe corydalina (necomestibilă, foarte slab otrăvitoare), Inocybe flocculosa (letală), Inocybe grammata (otrăvitor), Inocybe langei (letală), Inocybe napipes (otrăvitor, carnea tăiată devine ușor maronie, crește mai târziu), Inocybe splendens (foarte otrăvitor) sau Inocybe squamata (foarte otrăvitor).

## Specii asemănătoare în imagini

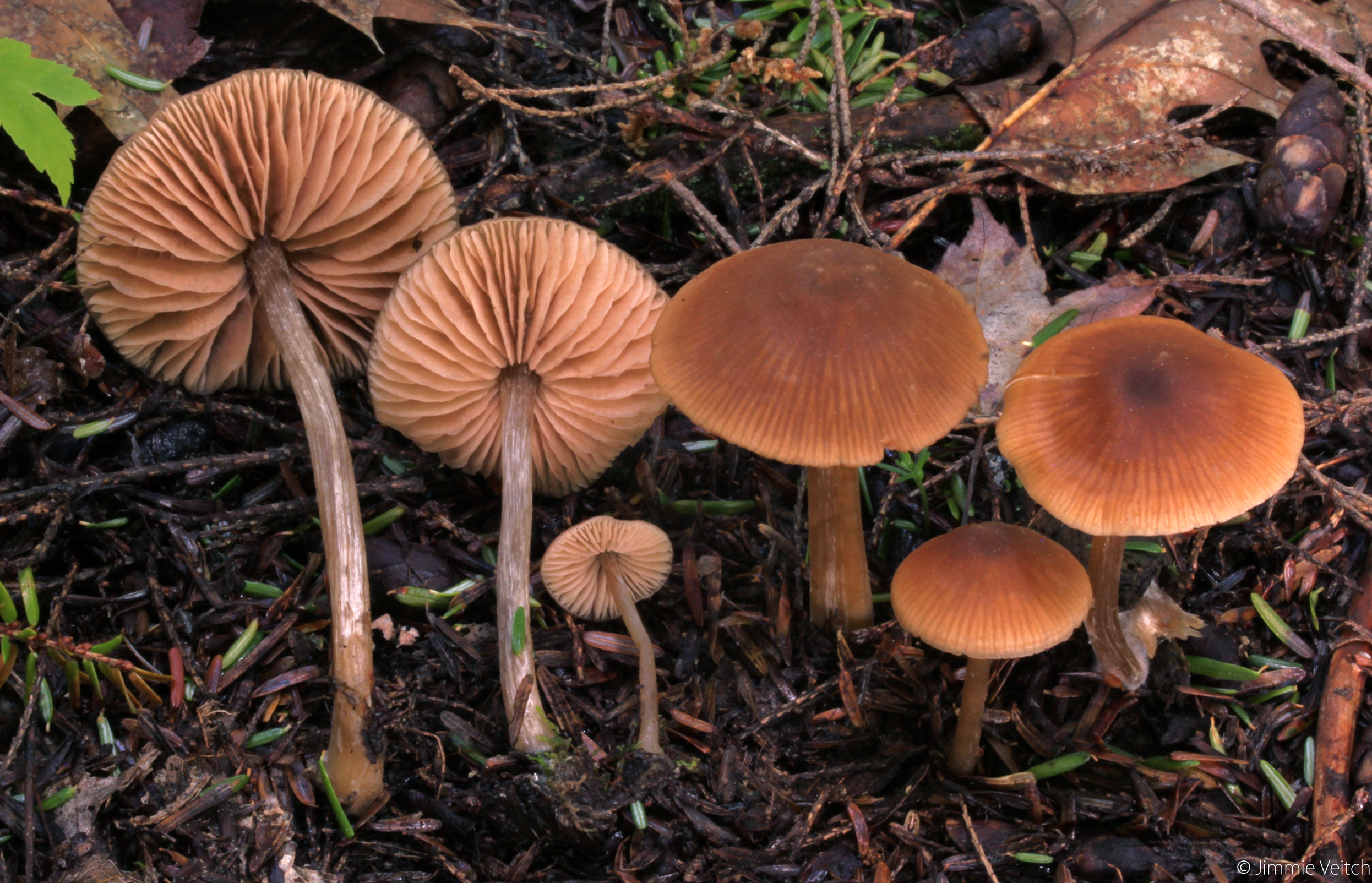
!!Entoloma cetratum!!
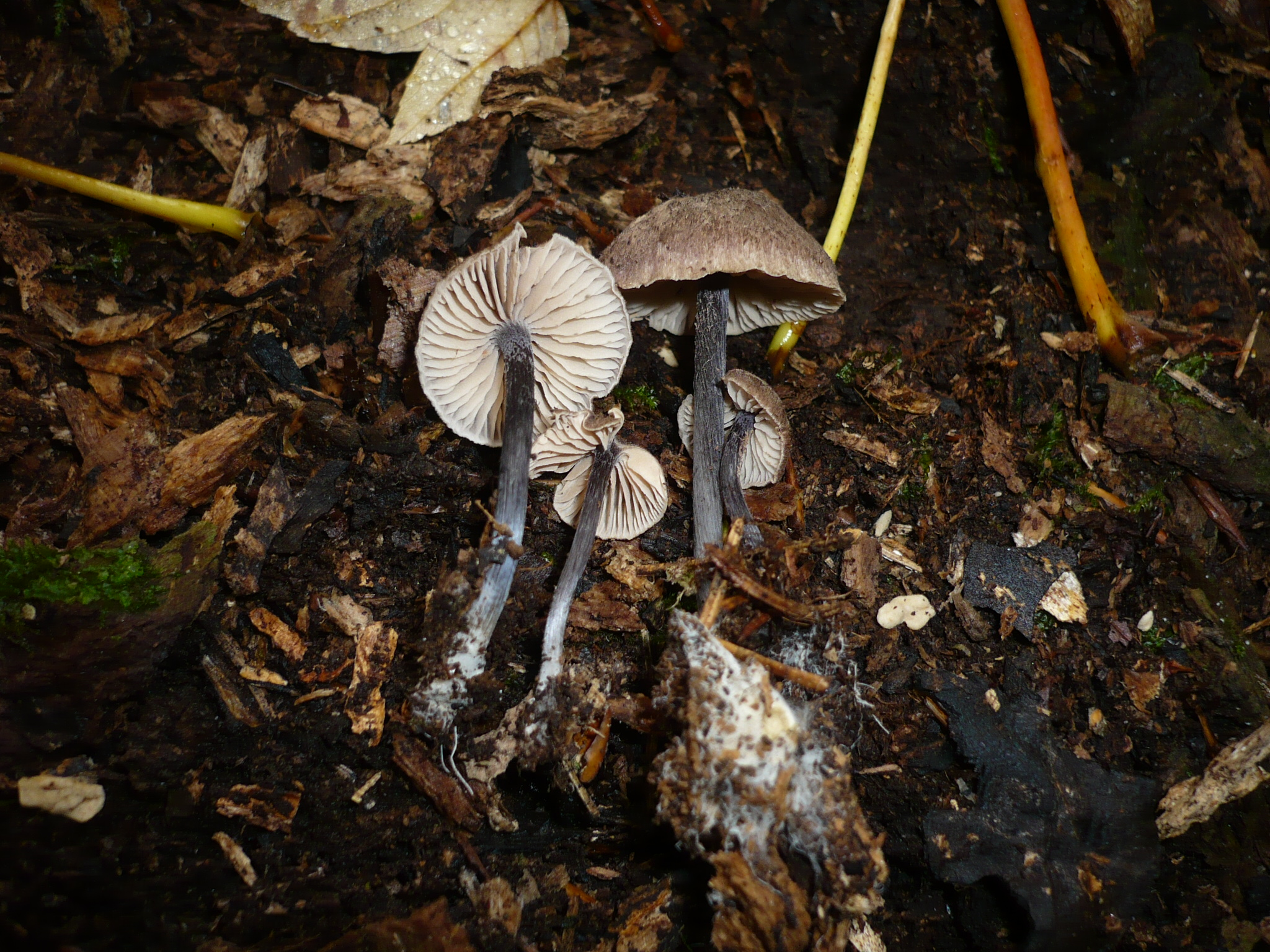
!Entoloma dichroum!
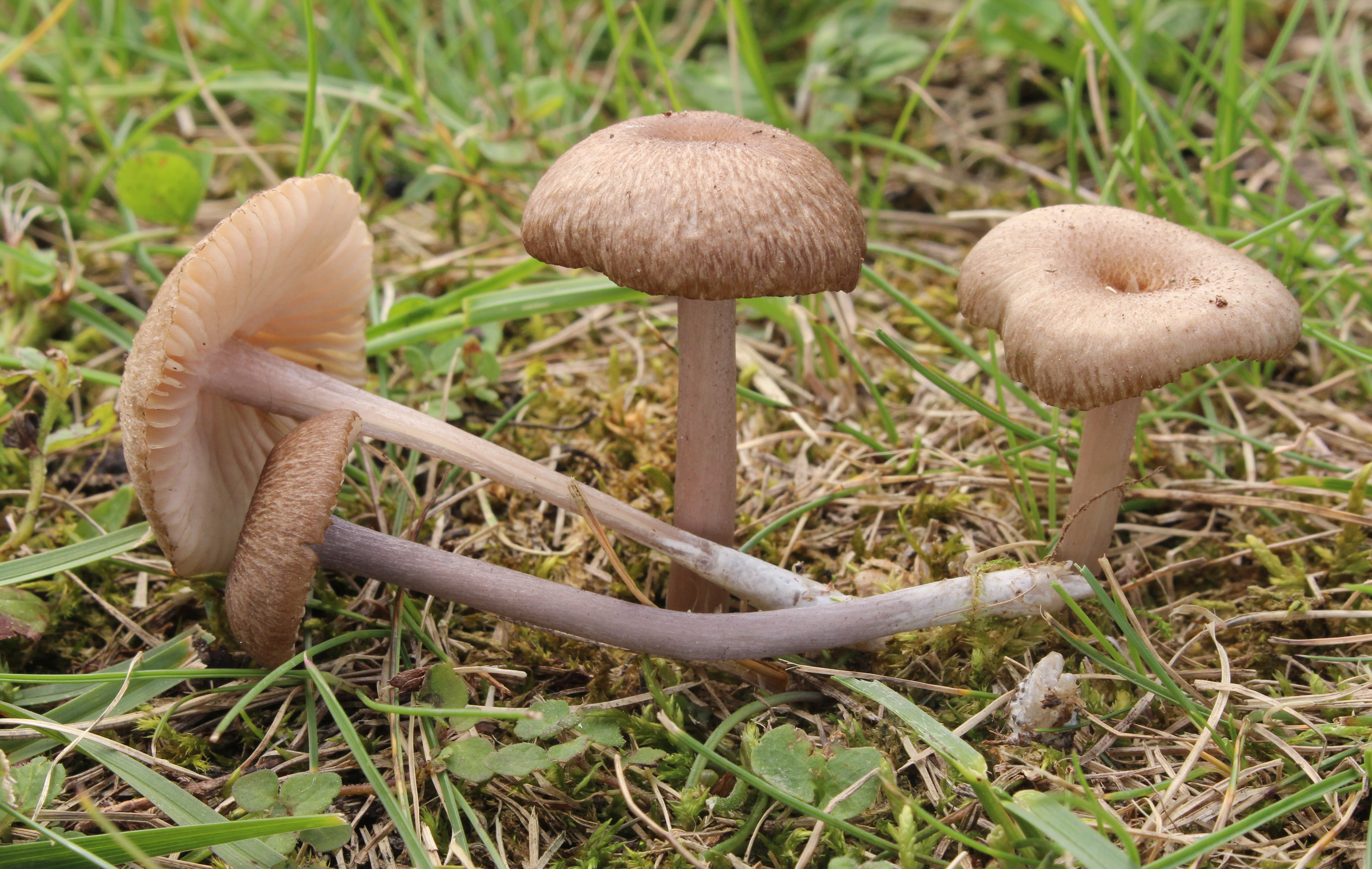
!Entoloma griseocyaneum!
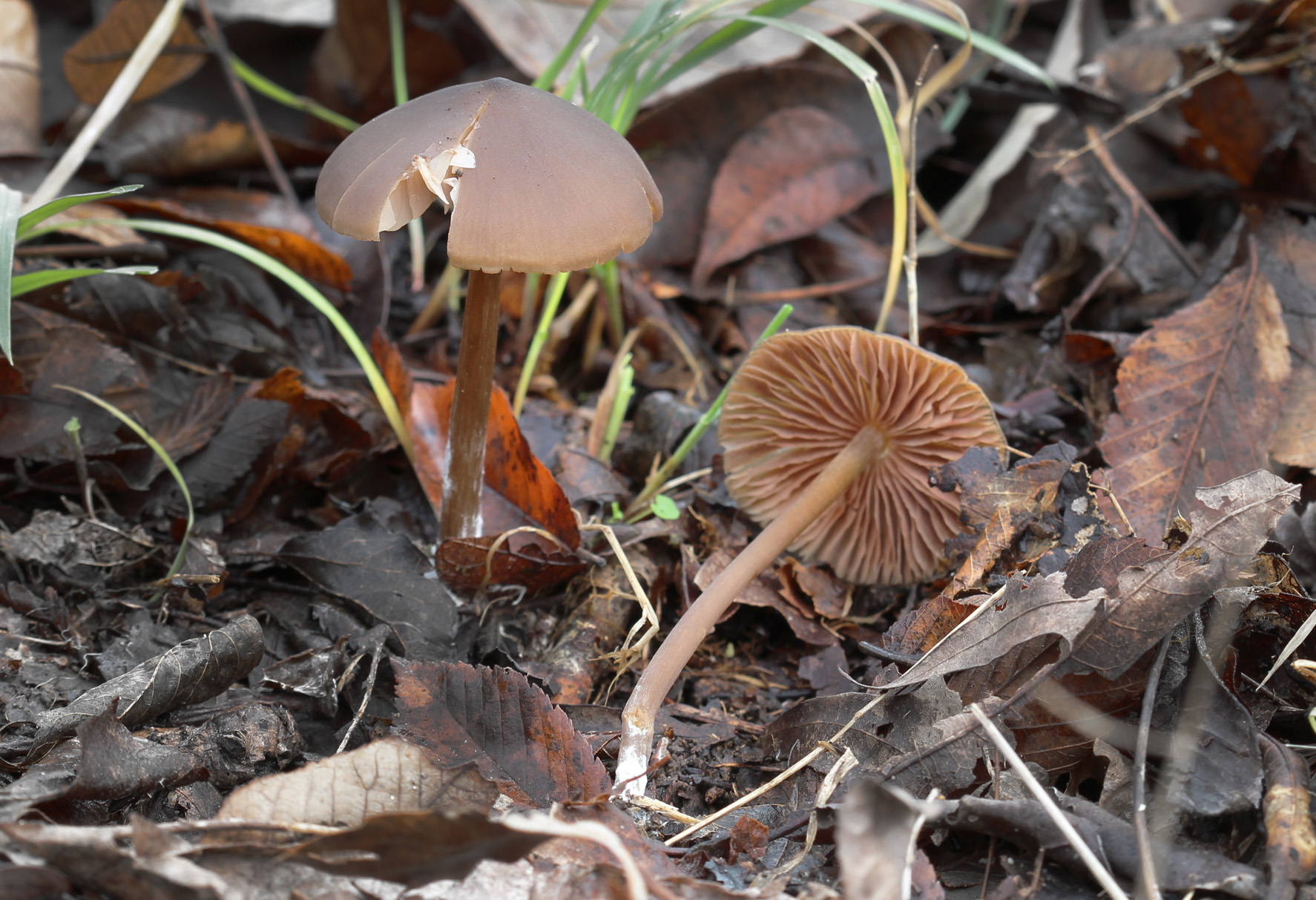
!!Entoloma hebes!!
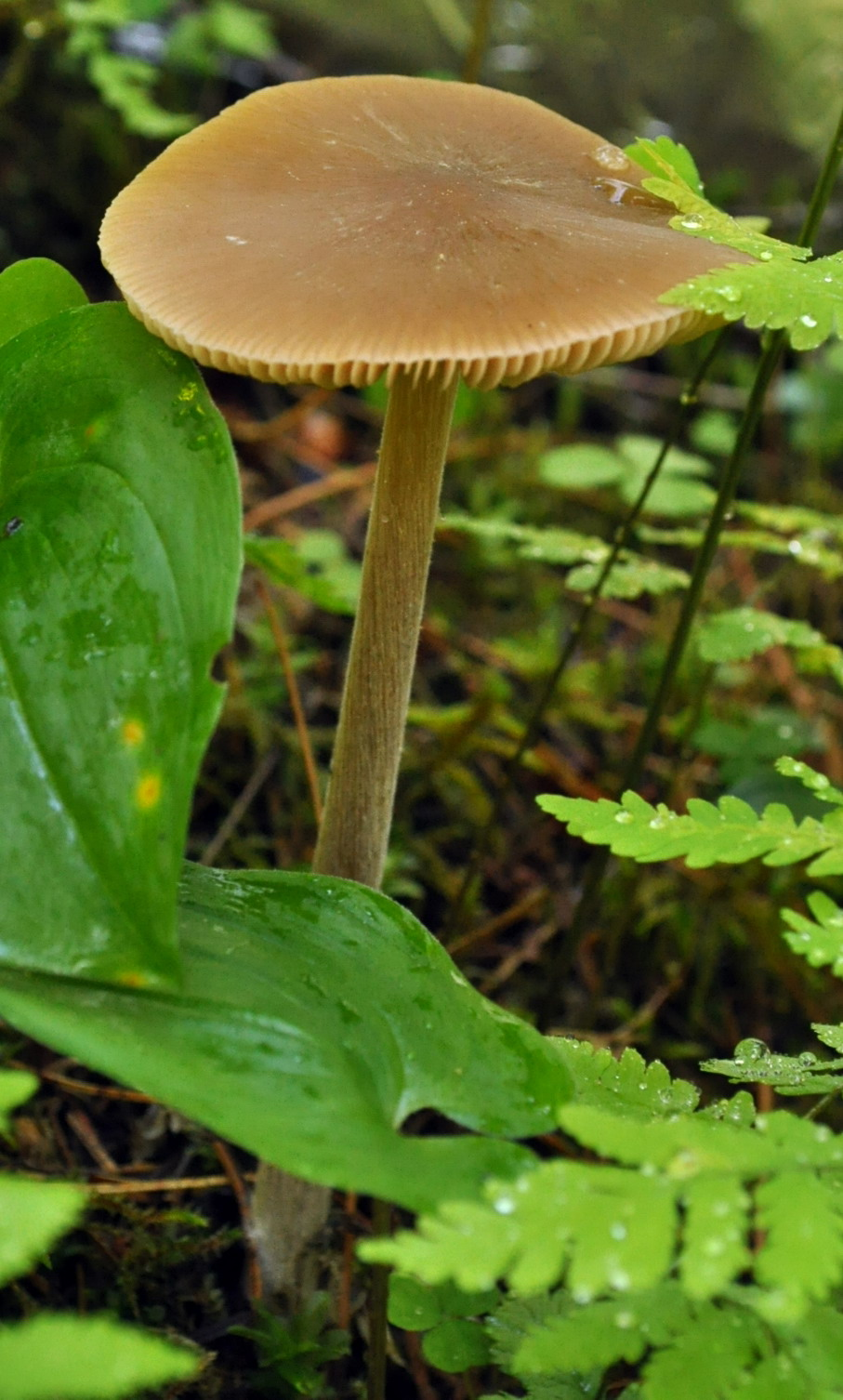
!!Entoloma hirtipes!!
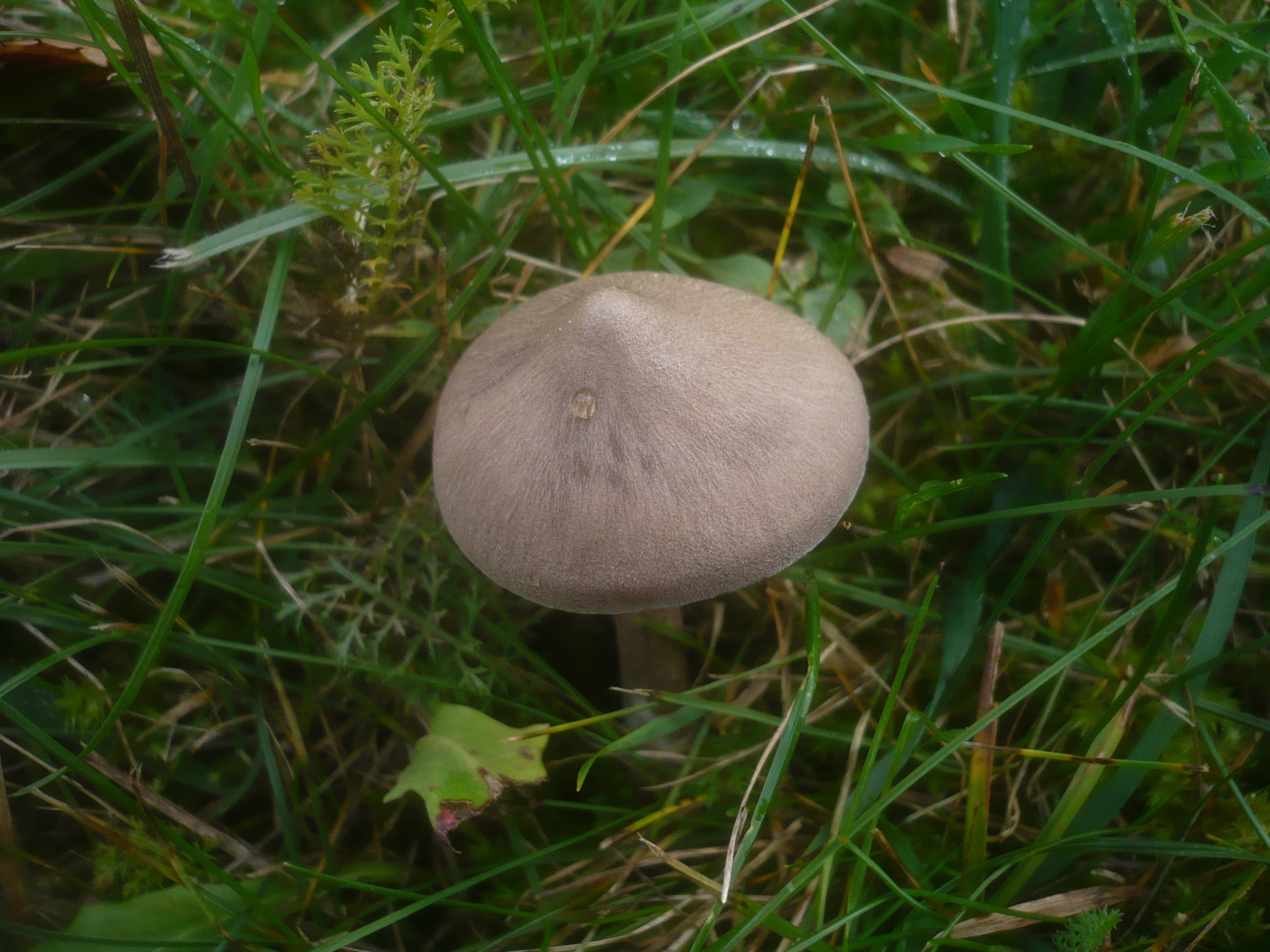
!Entoloma jubatum!
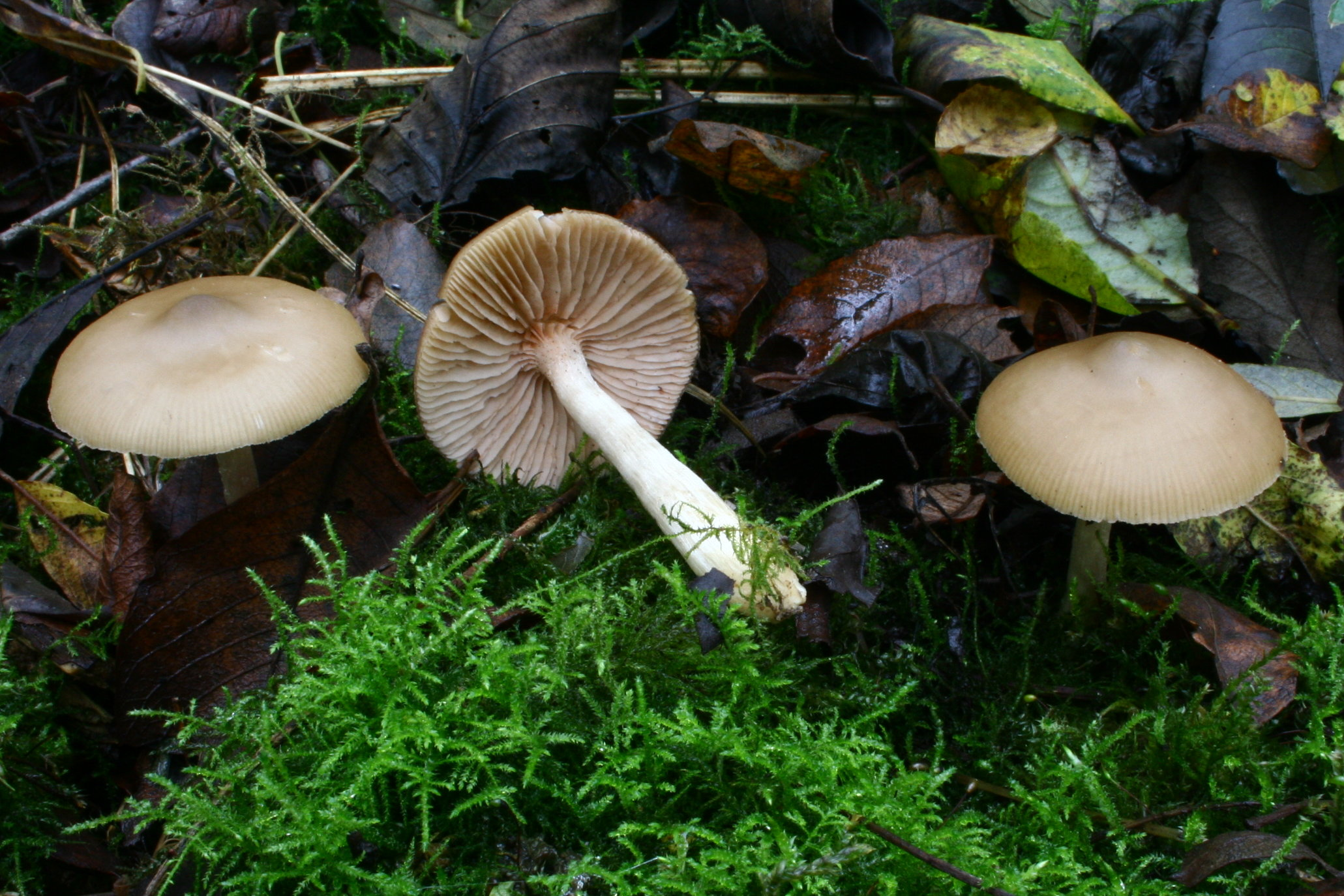
Entoloma rhodopolium
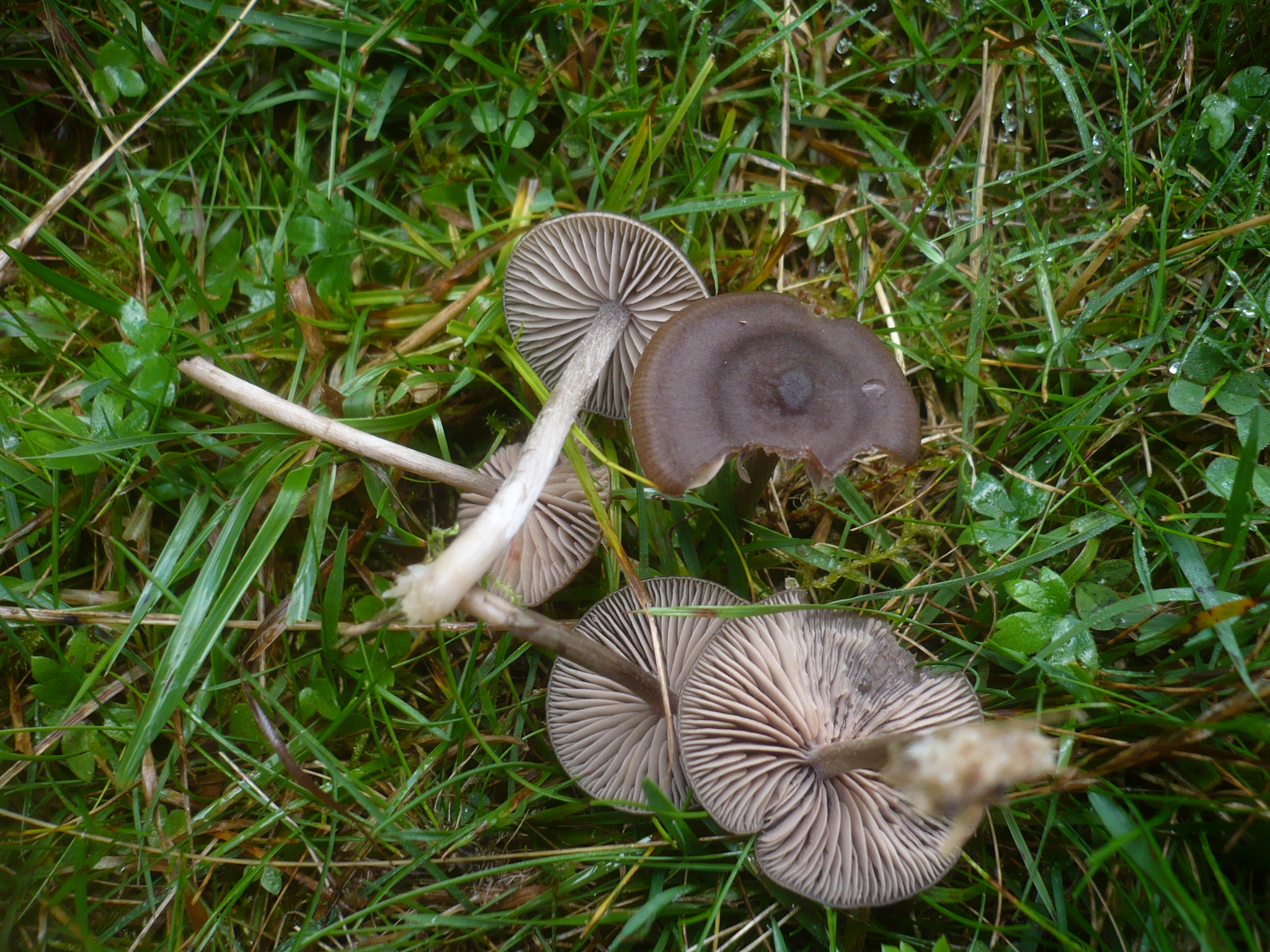
!!Entoloma sericeum!!
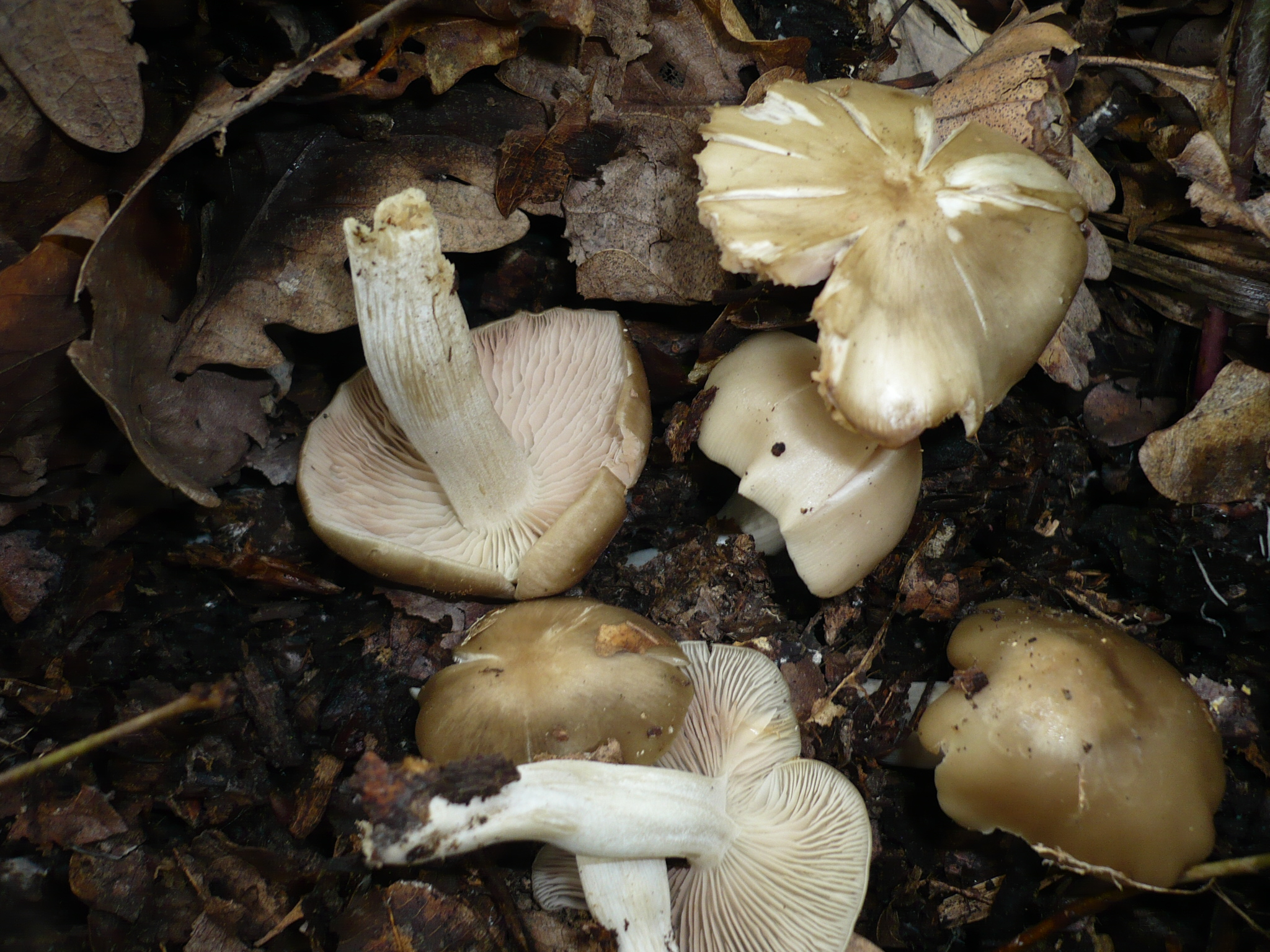
!!Entoloma sordidulum!!

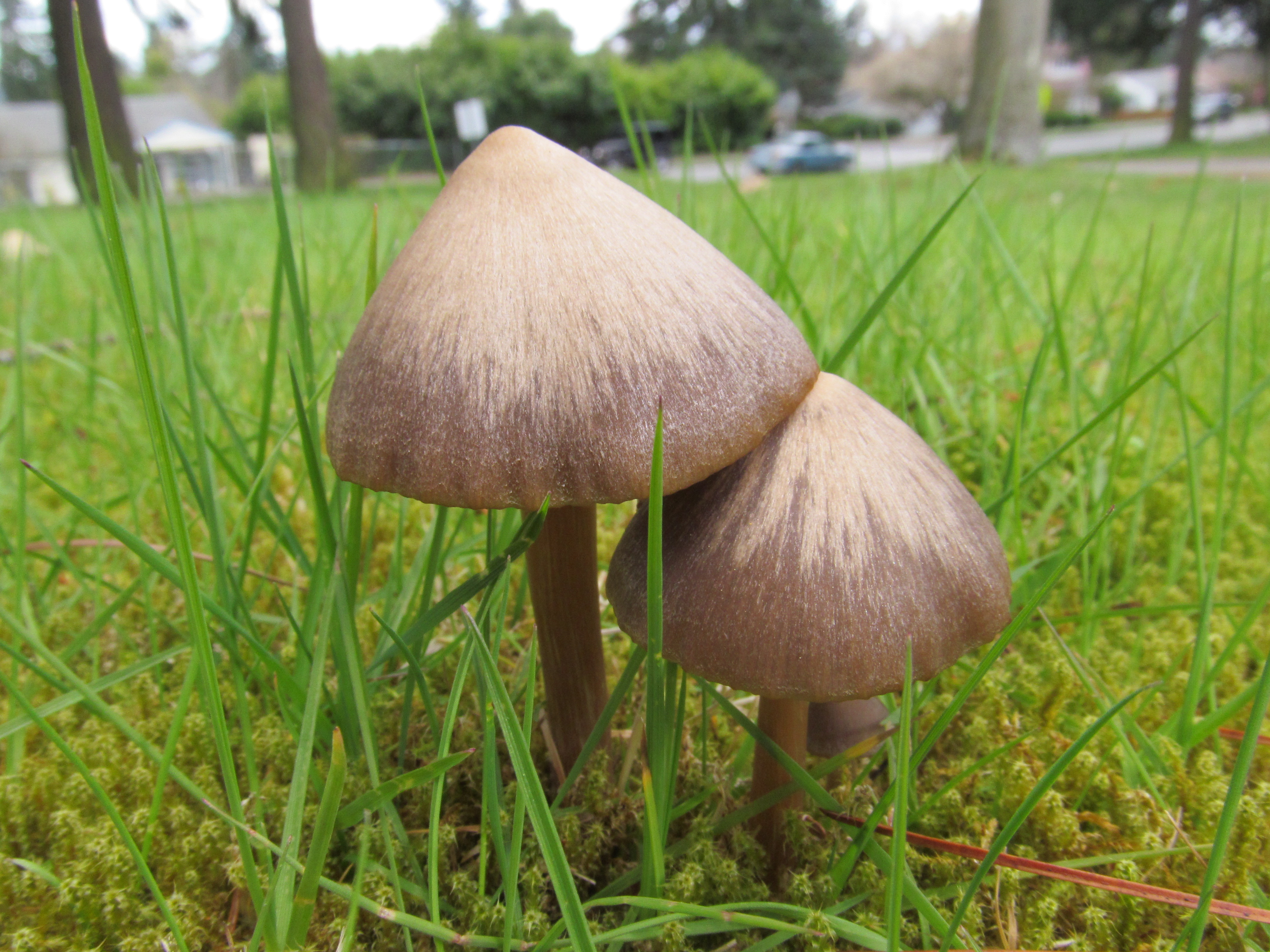
!!!Entoloma vernum!!!
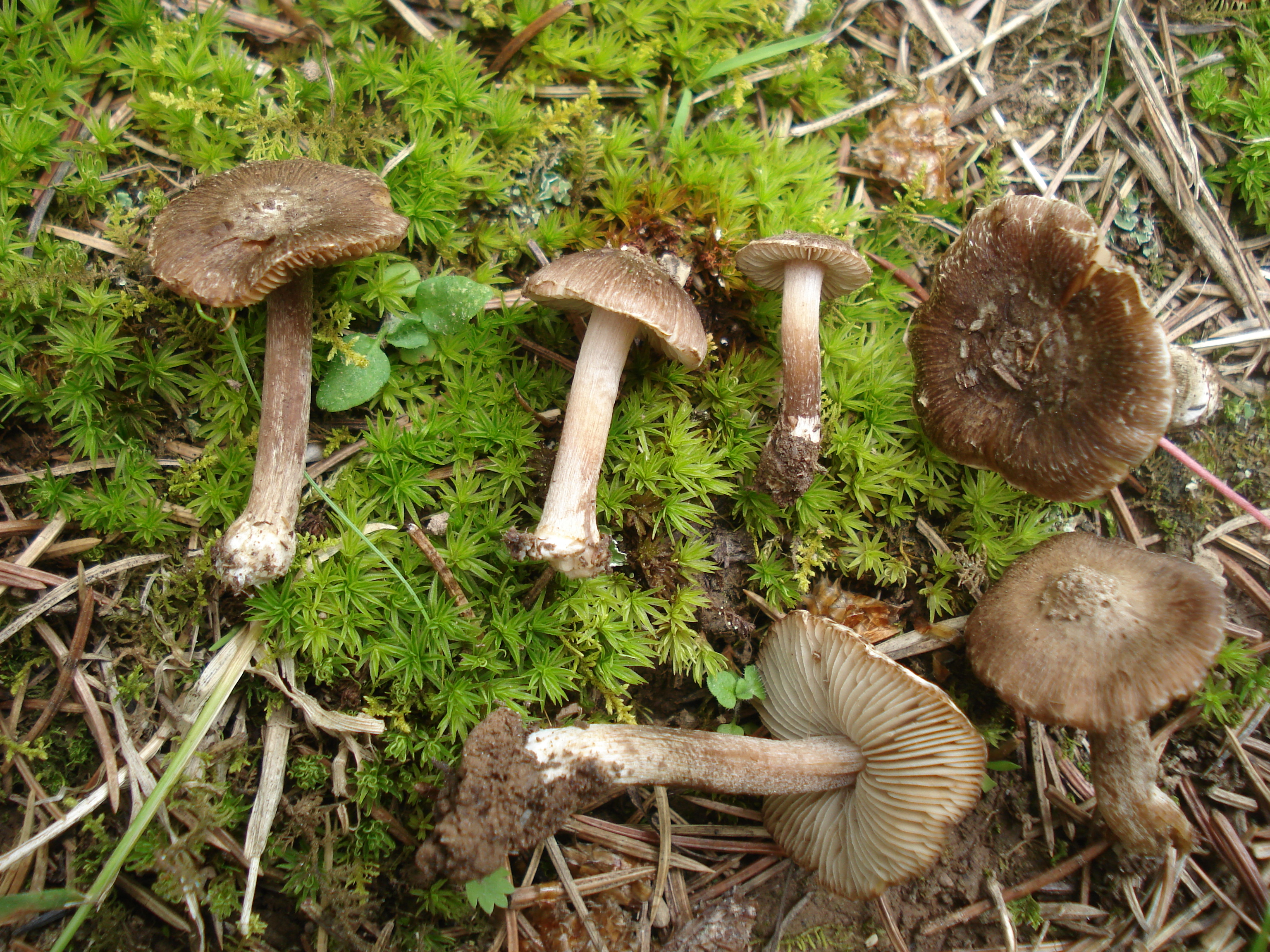
!!!Inocybe assimilata sin. Inocybe umbrina!!!
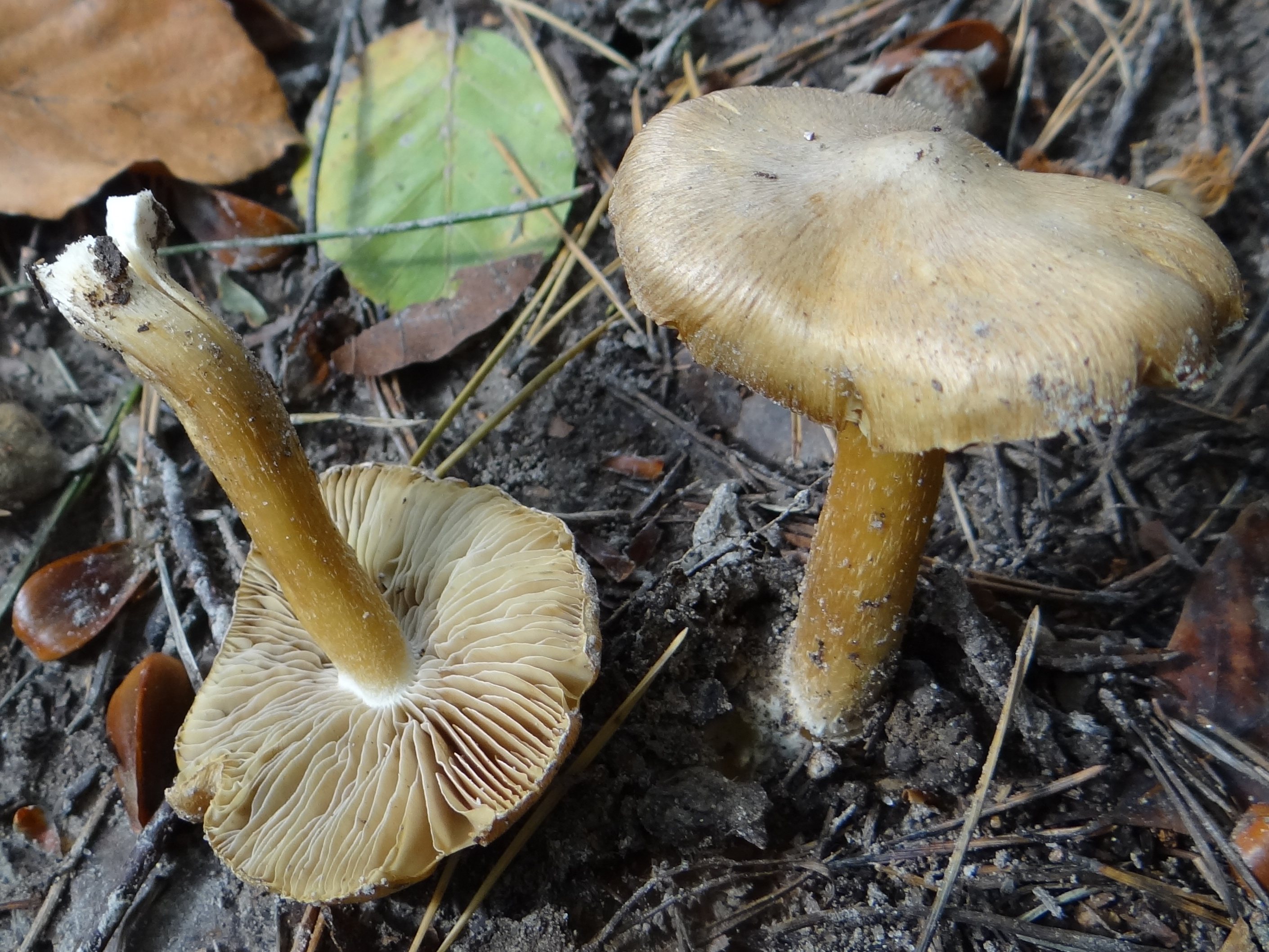
!!Inocybe cookei!!
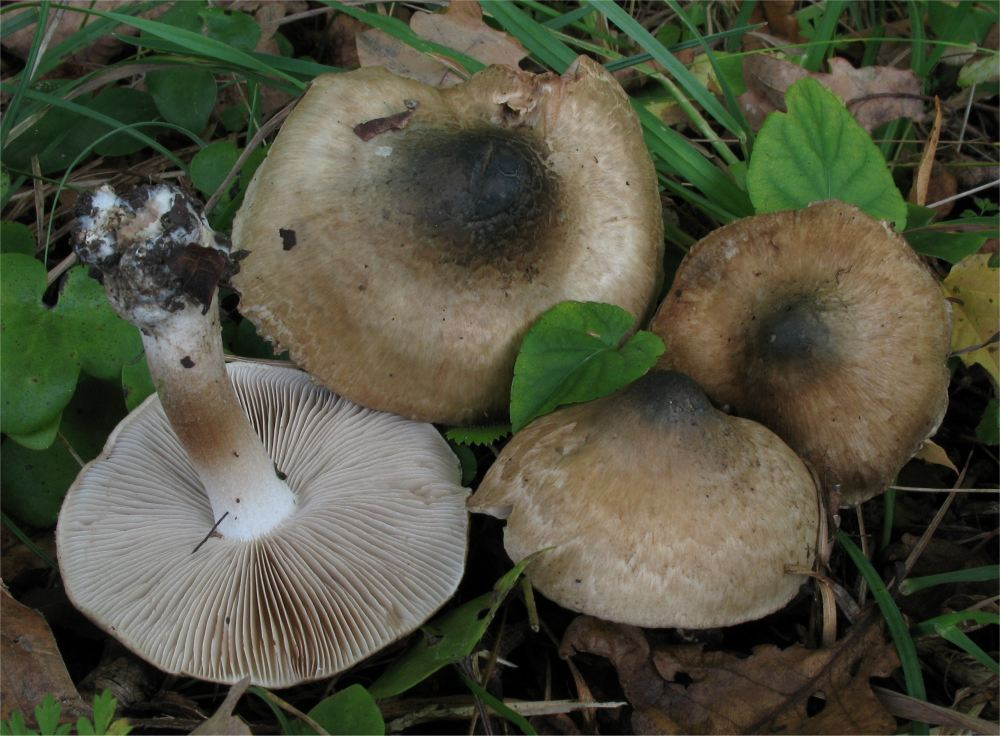
!Inocybe corydalina!
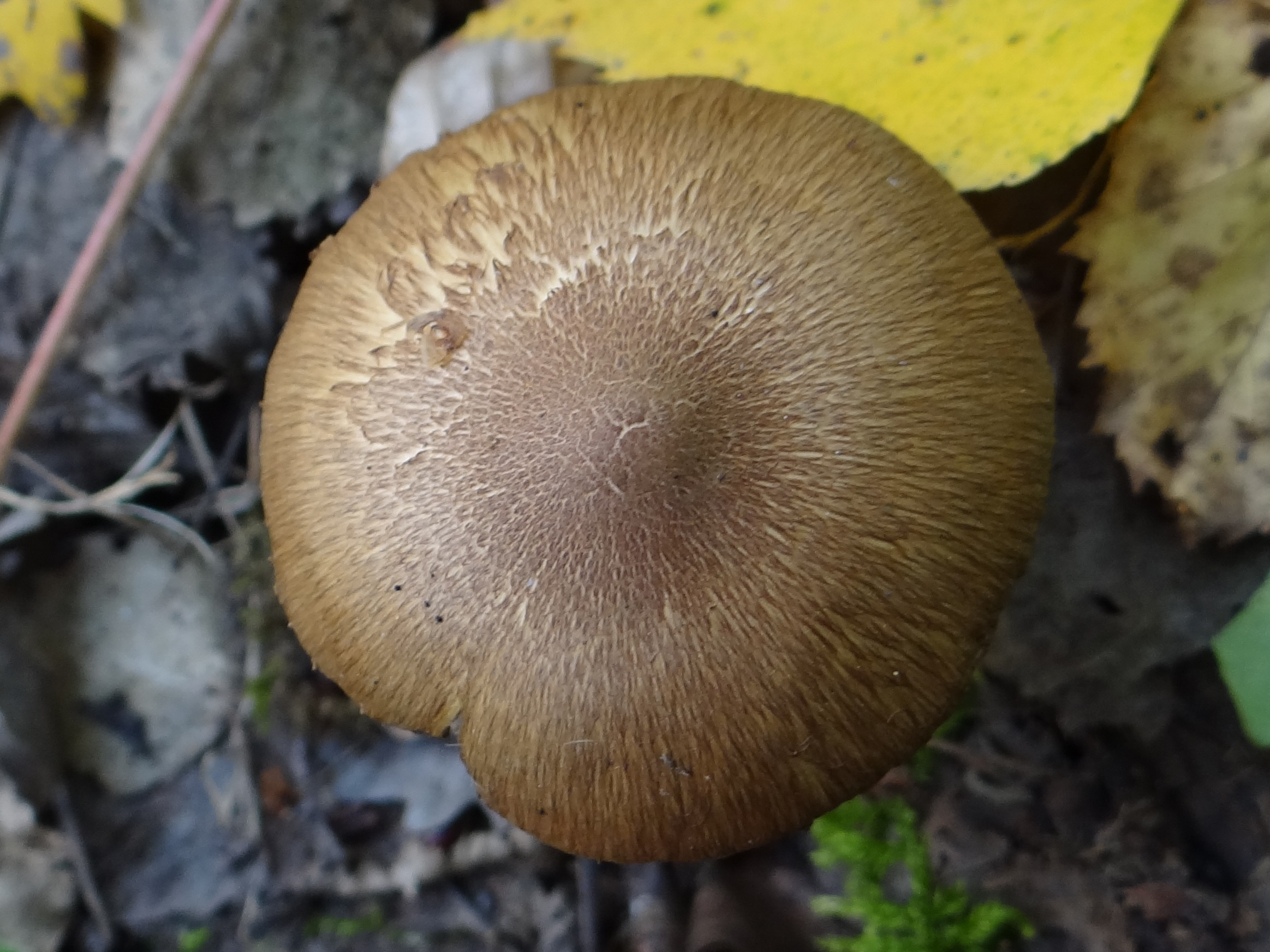
!!!Inocybe flocculosa!!!
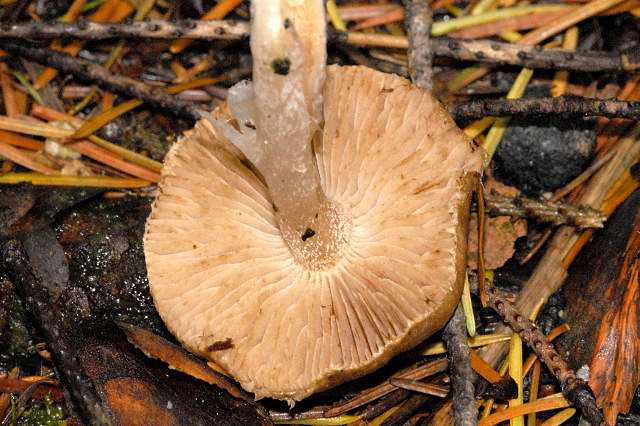
!!Inocybe.grammata!!
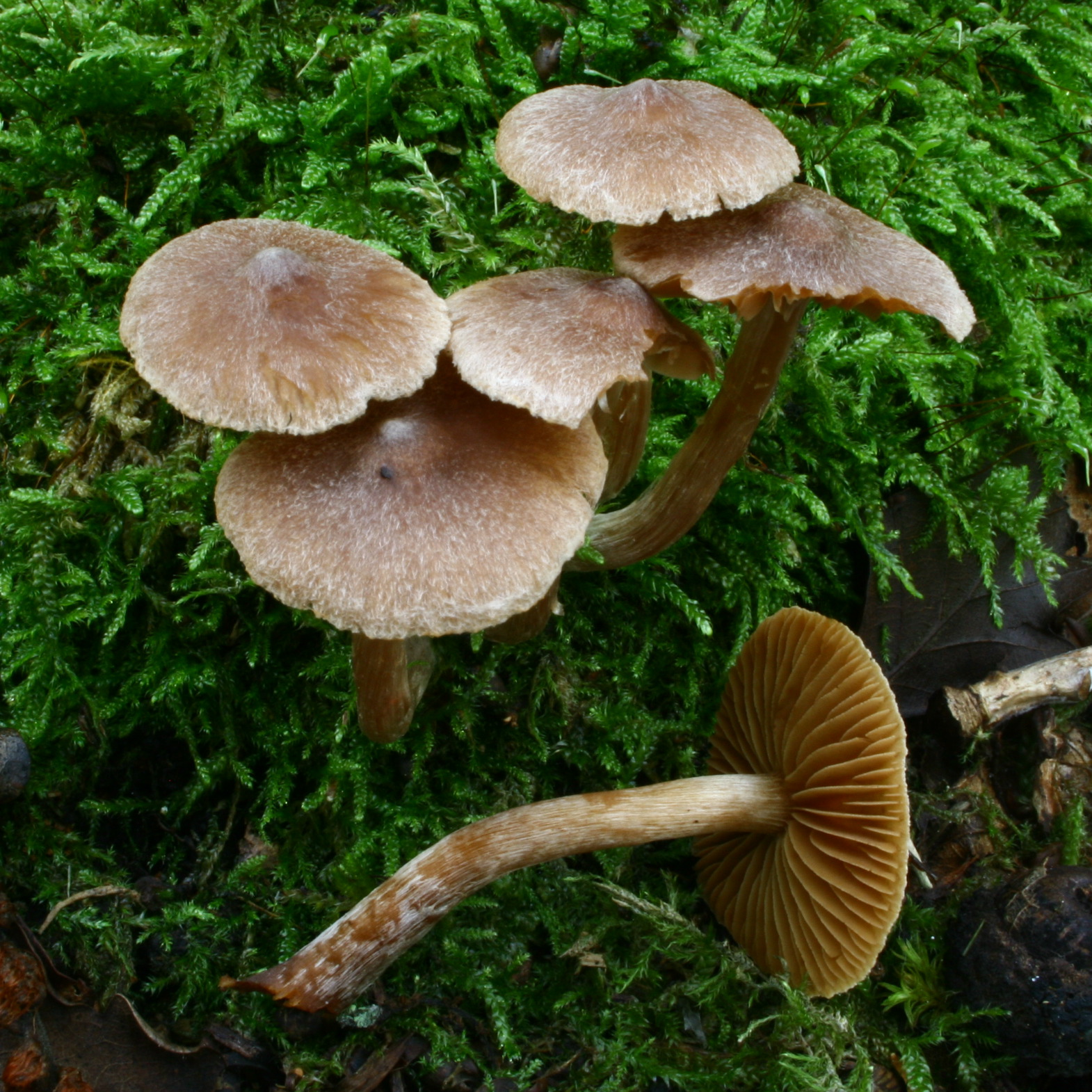
!!!Inocybe langei!!!
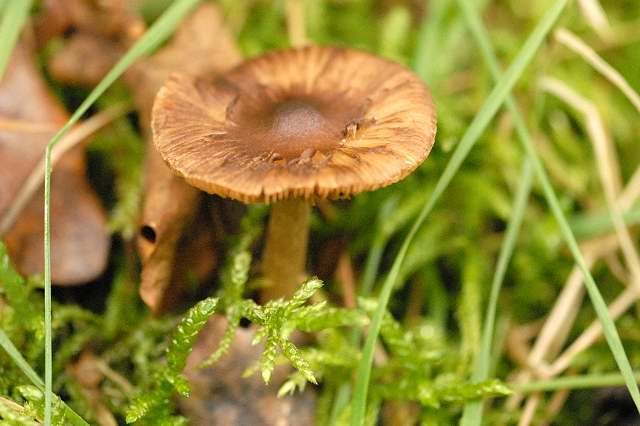
!!Inocybe.napipes!!
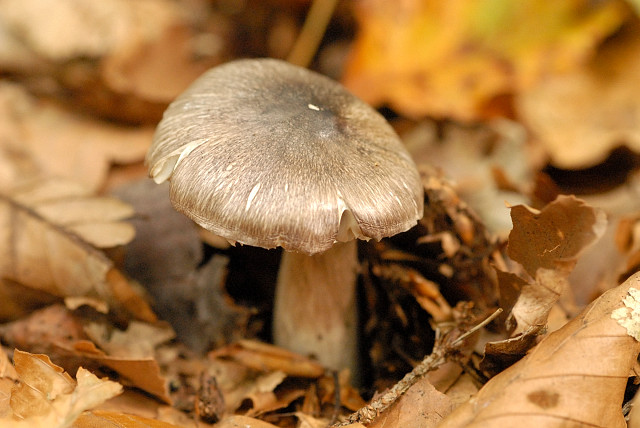
!!Inocybe.splendens!!

## Valorificare
Această ciupercă este din cauza cărnii destul de fibroase și al gustului nu prea plăcut improprie pentru folosirea în bucătărie, fiind în plus bănuită de a fi otrăvitoare, provocând intoxicații gastrointestinale.